# مارجريت ماهي
مارغريت ماهي (21 مارس 1936 - 23 يوليو 2012) كانت مؤلفة نيوزيلندية لكتب الأطفال والشباب. تحتوي العديد من حبكات قصصها على عناصر خارقة للطبيعة قوية ولكن كتاباتها تركز على موضوعات العلاقات الإنسانية والنمو. كتبت أكثر من 100 كتاب مصور و 40 رواية و 20 مجموعة قصصية. عند وفاتها كانت واحدة من ثلاثين كاتبة فازوا بميدالية هانز كريستيان أندرسن الدولية التي تصدر كل سنتين عن «مساهمتها الدائمة في أدب الأطفال».
فازت مارجريت بميدالية كارنيجي السنوية من جمعية المكتبات، تقديراً لأفضل كتاب للأطفال لهذا العام عن موضوع بريطاني، لكل من The Haunting (1982) و The Changeover (1984). (اعتبارًا من عام 2012، فاز سبعة كتّاب بجائزتي كارنيج) كما حازت أيضًا على ثناء كبير لكتابها Memory (1987).
من بين كتبها للأطفال، تعتبر "<a href="https://en.wikipedia.org/wiki/A_Lion_in_the_Meadow" rel="mw:ExtLink" title="A Lion in the Meadow" class="cx-link" data-linkid="67">A Lion in the Meadow</a>" و "The Seven Chinese Brothers" و "The Man Whose Mother was a Pirate" كلاسيكيات وطنية. تُرجمت رواياتها إلى الألمانية والفرنسية والإسبانية والهولندية والنرويجية والدنماركية والسويدية والفنلندية والإيطالية واليابانية والكتالونية والأفريكانية. بالإضافة إلى ذلك، تُرجمت بعض القصص إلى الروسية والصينية والأيسلندية.

## النشأة
ولدت ماهي عام 1936، وهي الأكبر بين خمسة أطفال. نشأت في مسقط رأسها Whakatane . كان والدها، فرانسيس جورج ماهي، بناء الجسور وكثيراً ما كان يخبر أطفاله عن قصص المغامرات التي أثرت لاحقًا على كتابات ماهي. كانت والدتها هيلين بينلينجتون معلمة. كانت تعتبر «بطيئة التعلم»،  وكرهت الرياضيات بشكل خاص. قصتها الأولى المنشورة كانت "Harry is Bad"، كتبت في سن السابعة (نُشرت في صفحة الأطفال في Bay of Plenty Beacon). عرضتها على فصلها لتخبرهم أنهم يمكنهم كتابة القصص في أي عمر.
ذهبت إلى المدرسة الثانوية المحلية، حيث تم الاعتراف بها كسباحة موهوبة.

## التعليم
أكملت ماهي درجة البكالوريوس في كلية أوكلاند الجامعية (1952-1954) وكلية كانتربري الجامعية، وتخرجت في عام 1955. في عام 1956 تدربت في مدرسة المكتبة النيوزيلندية، ويلينجتون كأمين مكتبة.

## الحياة الشخصية
منذ حوالي عام 1965، عاشت ماهي في غفرنرز باي في شبه جزيرة بانكس، كانتربري، في الجزيرة الجنوبية لنيوزيلندا. كانت أم بمفردها وربت ابنتين هناك. في سن 62، قامت ماهي بوشم كتفها الأيمن بصورة جمجمة عليها وردة في أسنانها. كانت تكتب عن شخص يتم رسمه بالوشم وتفكر في البحث عن الوشم لتمكينها من وصف التجربة بشكل مقنع.
في عام 2007، تبنت ماهي كلبة من نوع كافودل أسمتها هوني، بسبب لونها. ماتت ماهي في نزل ممرضة مود في سانت ألبانز، كرايستشيرش في 23 يوليو 2012، عن عمر يناهز 76. وكانت قد شخصت بورم سرطاني في الفك غير قابل للجراحة في نيسان عام 2012، وكان قد تم نقلها إلى المستشفى حوالي تسعة أيام قبل وفاتها.
كتابها الأخير هو Tail of a Tale ، الذي نُشر بعد وفاتها في عام 2014، بتكليف من المصور البولندي Tomasz Gudzowaty.

## حياة مهنية

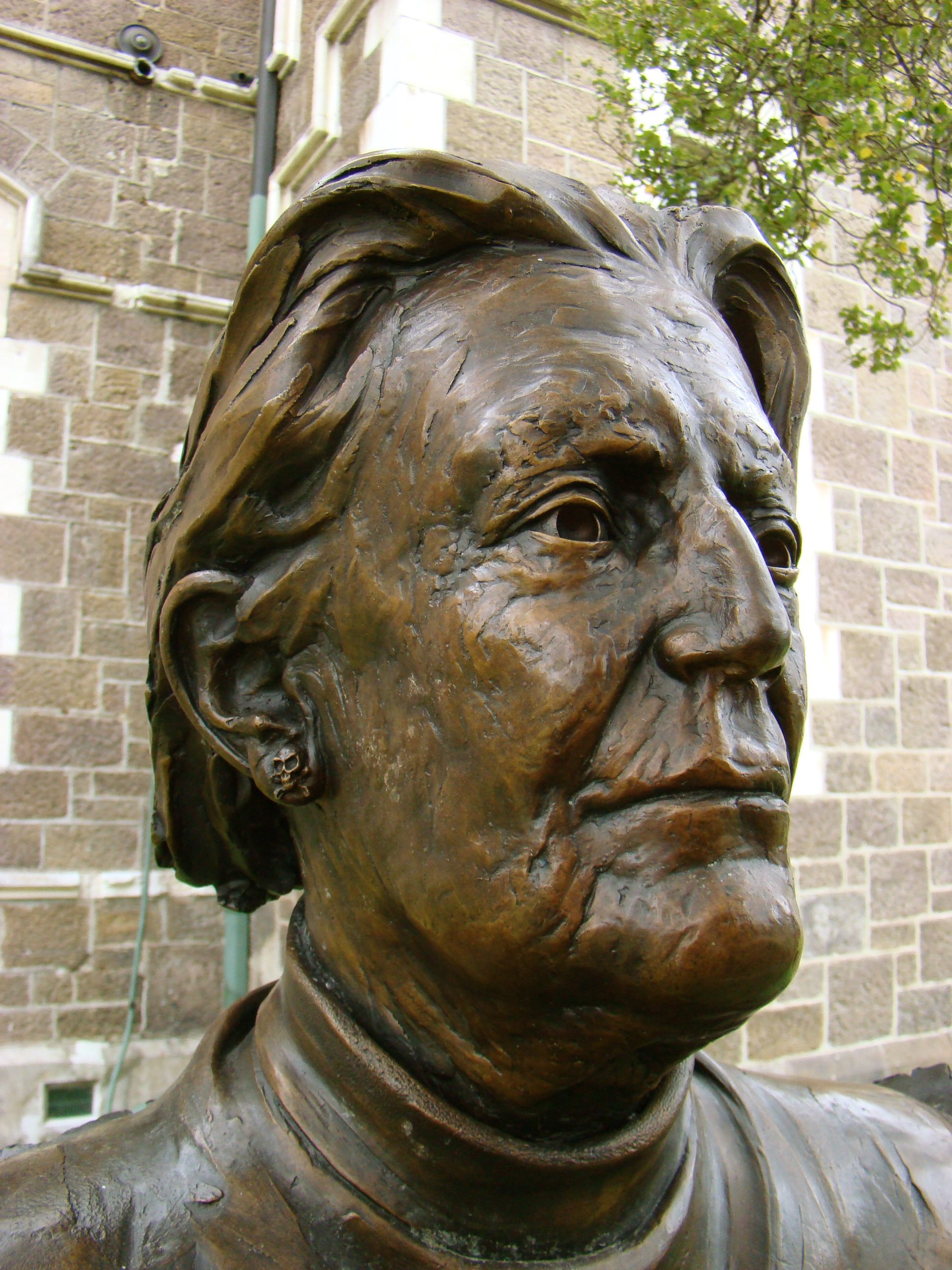
تمثال نصفي من البرونز لمارجريت ماهي ، وهو جزء من تمثال الأبطال المحليين الاثني عشر

عملت أمينة مكتبة في بيتون، خدمة المكتبة المدرسية في كرايستشيرش، وفي عام 1976 تم تعيينها أمينة مكتبة للأطفال في مكتبة كانتربري العامة. خلال هذا الوقت نُشرت العديد من قصصها في مجلة New Zealand Department of Education School Journal وشهد كتابها الأول شهرة عالمية. فيلم A Lion in the Meadow عبارة عن قصة في المنشور المدرسي من عام 1965. تم نشره في عام 1969 بواسطة JM Dent في المملكة المتحدة وفرانكلين واتس في الولايات المتحدة، ككتاب مصور كبير الحجم رسمته جيني ويليامز. أيضًا في عام 1969، نشر William Heinemann Ltd و Watts كتابًا مصورًا آخر كبير الحجم، The Dragon of a Ordinary Family مع الرسوم التوضيحية بواسطة Helen Oxenbury ، التي فازت بميدالية Greenaway من أمناء المكتبات البريطانيين تقديراً لأفضل كتاب مصور للأطفال لهذا العام.
كتبت ماهي العديد من الروايات الخيالية، بما في ذلك The Haunting و The Changeover.
أصبحت ماهي كاتبة متفرغة في عام 1980. وفازت بالعديد من الجوائز والتكريمات في مجال الكتب لمساهماتها في نيوزيلندا وأدب الأطفال. كانت أحدها دكتوراه فخرية في الآداب من جامعة كانتربري. في عام 1985 أسست منحة مارغريت ماهي للرسوم في جامعة كانتربري.
تم إنشاء جائزة ميدالية مارجريت ماهي من قبل مؤسسة New Zealand Children's Book Foundation في عام 1991 لتقديم اعتراف بالتميز في أدب الأطفال والنشر ومحو الأمية في نيوزيلندا.
في 6 فبراير 1993، تم تعيين ماهي عضوًا في وسام نيوزيلندا، لمساهماتها في أدب الأطفال. في مارس 2009 تم إحياء ذكراها كواحدة من الأبطال المحليين الإثني عشر وكشف النقاب عن تمثال نصفي من البرونز لها خارج مركز كرايستشيرش للفنون.
في عام 2010، تم تعديل كتابها Kaitangata Twitch كمسلسل تلفزيوني تم بثه على تلفزيون الماوري. من إخراج إيفون ماكاي وإنتاج سقيفة الإنتاج. يتضمن المسلسل ظهورًا رائعًا لمارجريت ماهي في مشهد من المكتبة.

## الجوائز

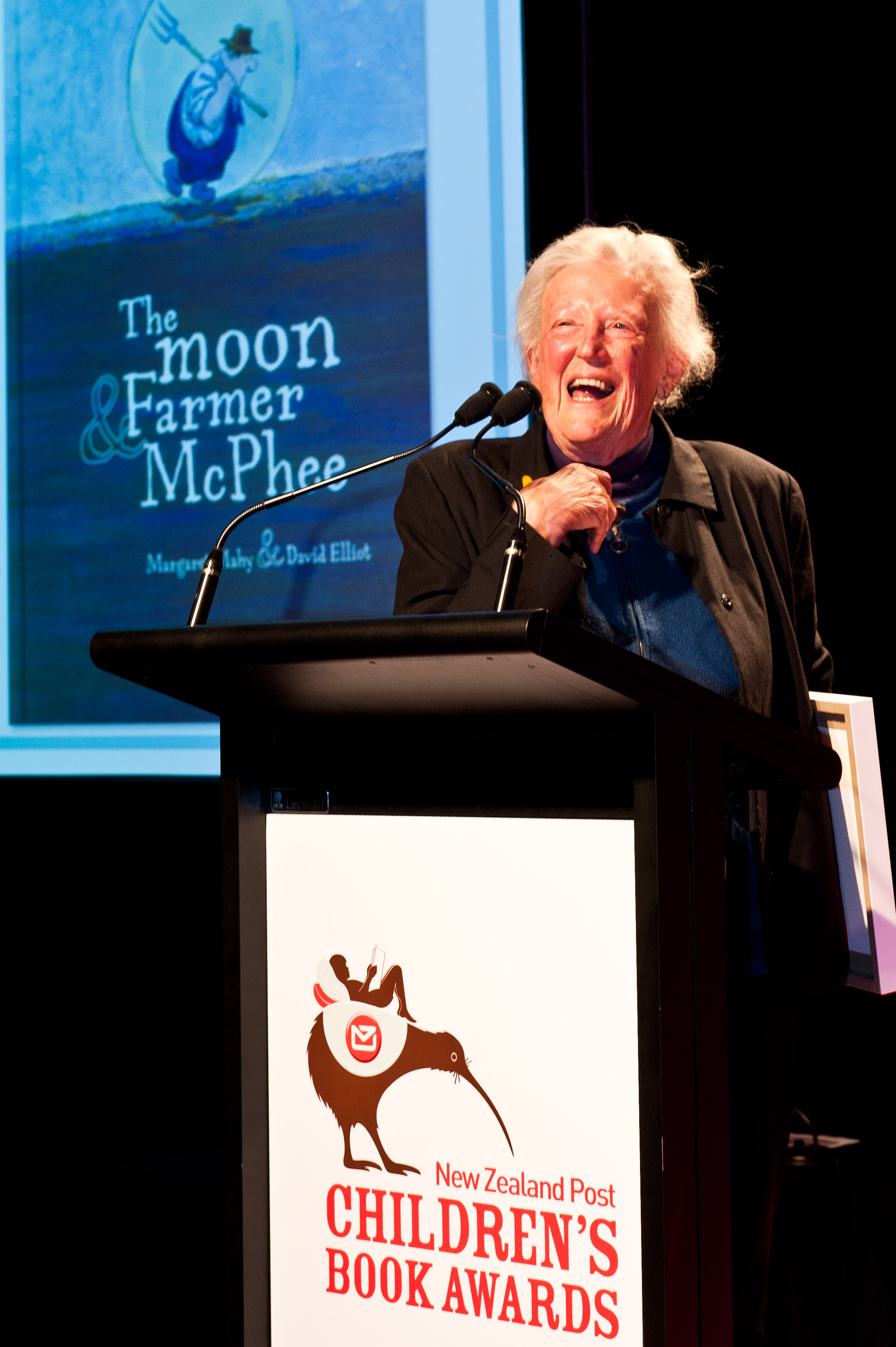
ماهي وكتابها الفائز The Moon & Farmer McPhee في حفل توزيع جوائز New Zealand Post Children 2011

جائزة هانز كريستيان أندرسن التي يتم منحها كل عامين من المجلس الدولي لكتب الشباب هي أعلى تقدير متاح لكاتب أو رسام كتب الأطفال. حصل ماهي على جائزة الكتابة في عام 2006. كتب رئيس لجنة التحكيم جيفري جاريت في البيان الصحفي:
من خلال منح ميدالية هانز كريستيان أندرسن للكتابة لعام 2006 لمارجريت ماهي، اعترفت لجنة التحكيم بواحدة من أكثر مخترعي اللغة الأصليين في العالم. لغة ماهي غنية بالصور الشعرية والسحر والعناصر الخارقة للطبيعة. توفر أعمالها مجالًا مجازيًا واسعًا ورائعًا ولكنه شخصي بشكل مكثف للتعبير عن وتجربة الطفولة والمراهقة. علي نفس القدر من الأهمية، مع ذلك، قوافيها وقصائدها للأطفال. أعمال ماهي معروفة للأطفال والشباب في جميع أنحاء العالم. 
فازت ماهي بميدالية كارنيجي عام 1982 عن فيلم The Haunting . في عام 1984 فازت بالميدالية مرة أخرى عن The Changeover . في عام 2005 فازت بجائزة فينيكس عن <a href="https://en.wikipedia.org/wiki/The_Catalogue_of_the_Universe" rel="mw:ExtLink" title="The Catalogue of the Universe" class="cx-link" data-linkid="158">The Catalogue of the Universe</a>. .
تُمنح جائزة مارجريت ماهي، سنويًا إلى «الشخص الذي قدم مساهمة كبيرة في المجال الواسع لأدب الأطفال ومحو الأمية». كانت ماهي أول من حصل على الجائزة في عام 1991. يتم نشر محاضرات الفائزين، والتي تم تحديد معيارها في محاضرة ماهي الافتتاحية،Surprising Moments .
في عام 2013، تمت إعادة تسمية الجائزة الأولى لأدب الشباب البالغين في حفل جوائز New Zealand Post Children's Book Awards إلى جائزة Margaret Mahy Book of the Year. أيضًا في عام 2013، تم التكليف ببناء ملعب مبني على اعمالها في الإطار الشرقي في كرايستشيرش.
بعض الجوائز الأخرى:
- جائزة الجرافيكو الممتازة الإيطالية،The Wind Between the Stars, 1976، 1976 [34]
- جائزة القلم الفضي الهولندي، The Boy Who Was Followed Home ، 1977
- جائزة New Zealand Post للأطفال، أفضل رواية للشباب، 2003، <a href="https://en.wikipedia.org/wiki/Alchemy_(novel)" rel="mw:ExtLink" title="Alchemy (novel)" class="cx-link" data-linkid="171">Alchemy</a> [35]
- جوائز رئيس الوزراء للإنجاز الأدبي (2005) [36]
- جائزة فينيكس، 2005، The Catalogue of the Universe (1985)
- الوصيف في جائزة Phoenix Award (Honor Book)، 2006، The Tricksters
- جائزة السير جوليوس فوغل، 2006، لخدمات الخيال العلمي والخيال النيوزيلندي [37]
- جائزة فينيكس، 2007، الذاكرة
- جوائز New Zealand Post للأطفال، كتاب العام للأطفال، 2011، The Moon and Farmer McPhee - كتاب مصور من تأليف ماهي ورسم ديفيد إليوت [38]

جائزة فينيكس من جمعية أدب الأطفال أفضل كتاب للأطفال باللغة الإنجليزية لكتاب لها لم يفز بأي جائزة كبرى عندما تم نشره في الأصل قبل عشرين عامًا. تم تسميته على اسم طائر الفينيق الأسطوري، الذي ولد من جديد من رماده، للإشارة إلى صعود الكتاب من الغموض.
ماهي هو واحدة من ثلاثة مؤلفين فازوا بها مرتين (1985 إلى 2012).
تم تسمية ملعب مارغريت ماهي في مدينة كرايستشيرش المركزية على شرفها.

## الأعمال

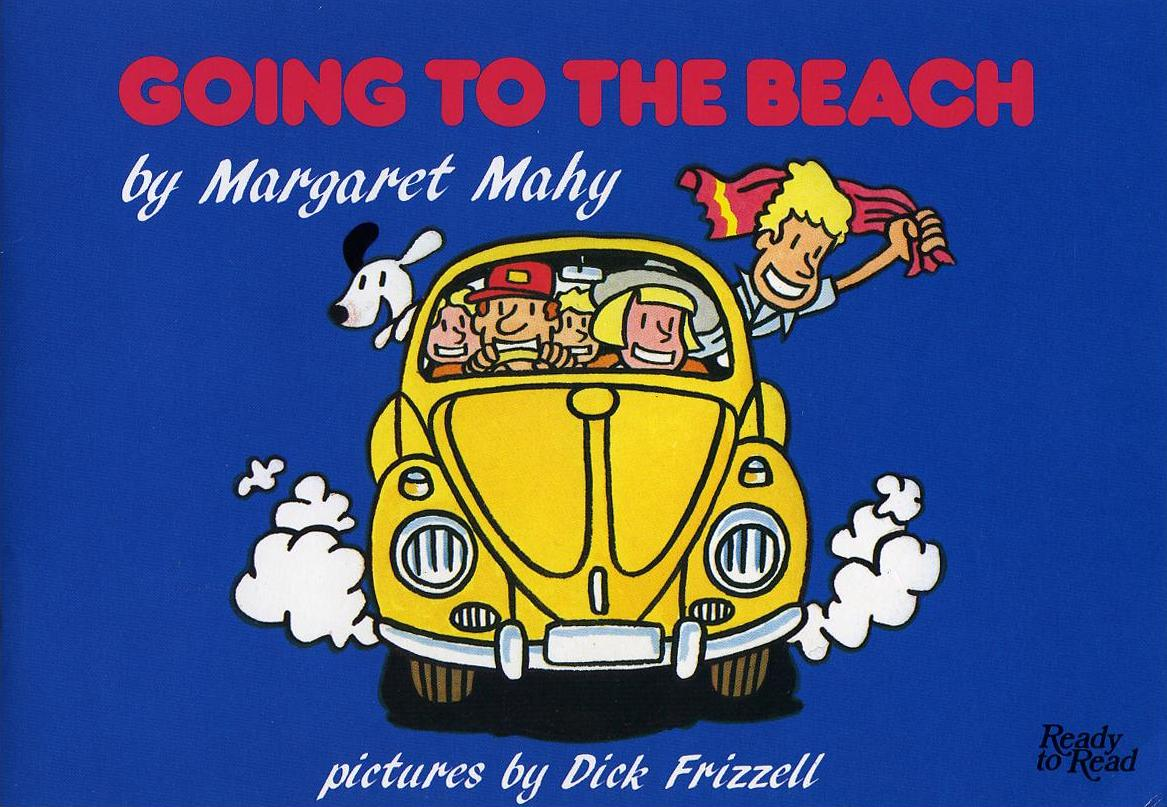
الذهاب إلى الشاطئ كتاب من تأليف ماهي

كتبت ماهي أكثر من 100 كتاب مصور و 40 رواية و 20 مجموعة قصصية بين عامي 1969 و 2014.

## روابط خارجية
- مصادر في مكتبتك
- مصادر في مكتبات أخرى

- مصادر في مكتبتك}
- مصادر في مكتبات أخرى

- </img>
- تيسا دودر، قاموس مقال السيرة الذاتية لنيوزيلندا ، تي أرا - موسوعة نيوزيلندا، 2018
- صفحات مارجريت ماهي في مكتبات مدينة كرايستشيرش
- مارغريت ماهي في صندوق ستوريلاينز لأدب الأطفال الخيري - مع السيرة الذاتية، والببليوغرافيا المختارة، وقائمة الجوائز
- مارجريت ماهي على موقع Gecko Press
- مارغريت ماهي في NZ On Screen - مع سيرة ذاتية وسيناريوهات جزئية ومقاطع فيديو مجانية متدفقة لعمل ماهي التلفزيوني
- مجموعة Maragaret Mahy في راديو نيوزيلندا
- مارجريت ماهي نسخة محفوظة 11 فبراير 2021 على موقع واي باك مشين. في New Zealand Book Council - مع سيرة ذاتية وأوصاف مختصرة للعديد من كتبها وغيرها من المعلومات
- [http://www.imdb.com/name/nm0537271/ Margaret Mahy

] في قاعدة بيانات الأفلام على الإنترنت
- [http://www.isfdb.org/cgi-bin/ea.cgi?2316 Margaret Mahy

```
] على 
قاعدة بيانات الخيال التأملي على الإنترنت
```

- Margaret Mahy في مستندات مكتبة الكونغرس، مع 121 كتالوجue للسجلات